# Casimiro Vizzini
Casimiro Vizzini (Palermo, 27 giugno 1920 – Roma, 12 settembre 2003) è stato un politico e dirigente sportivo italiano. È stato parlamentare nazionale alla Camera dei deputati dal 1958 al 1968, e massimo dirigente del Palermo Calcio dal 1957 al 1964.

## Biografia
Nato a Palermo nel 1920, laureato in giurisprudenza e scienze politiche e sociali, svolse la professione di avvocato.
Residente a Roma dal 1973, a causa di un grave ictus che lo colpì nel 1993, fu costretto a vivere nella sedia a rotelle. Nel 2003, subì un delicato intervento dal quale non si era più ripreso, morendo nel reparto di rianimazione dell'Ospedale San Giovanni, all'età di 83 anni.
Fu padre di Carlo, più volte parlamentare nazionale e ministro, e di Gianfranco, vicepresidente del Palermo Calcio nella seconda metà degli anni novanta.

### Attività politica
Vizzini iniziò la sua attività politica come militante del Partito Socialista Italiano di Unità Proletaria. Nel gennaio del 1947, insieme a Giuseppe Saragat, fondò il Partito Socialista dei Lavoratori Italiani che, nel 1951, assunse la denominazione di Partito Socialista Democratico Italiano, dopo la fusione con il nuovo Partito Socialista Unitario di Giuseppe Romita.
Nel 1956, fu eletto consigliere comunale a Palermo, e nello stesso anno ebbe l'incarico di asessore per le imposte, tasse e patrimonio nella giunta guidata da Luciano Maugeri. In occasione delle elezioni politiche del 1958 si candidò alla Camera dei Deputati, nella Circoscrizione Palermo-Trapani-Agrigento-Caltanissetta, risultando l'unico eletto nel PSDI. Nel corso della III legislatura, fu componente della IV commissione parlamentare della Camera. Candidatosi nuovamente alle elezioni politiche del 1963, nella medesima circoscrizione, riuscì ad ottenere l'elezione a deputato. Nel corso della IV legislatura, è stato segretario della IV commissione parlamentare della Camera. Vizzini si candidò sempre per la Camera dei deputati anche alle elezioni politiche del 1968 nella lista unificata PSI-PSDI, e alle elezioni politiche del 1972 con il PSDI, ed in ambedue le competizioni elettorali non riuscì ad ottenere il seggio parlamentare, risultando tuttavia il primo dei non eletti.
È stato membro della Commissione consultiva della Regione Siciliana per l'Agricoltura e per l'Industria.

### Attività nello sport
Dal 1957 al 1964, Vizzini è stato dapprima commissario straordinario e poi presidente dell'Unione Sportiva Palermo. Primo politico di rilievo a ricoprire una carica importante in seno alla società rosanero, con lui venne inaugurato quel connubio calcio-politica che si sarebbe presto diffuso in tutte le altre realtà.
Con lui il Palermo conobbe una stagione d'oro, raggiungendo sotto la sua guida il massimo risultato della sua storia centenaria, l'ottavo posto in Serie A nella stagione 1961-62, record poi battuto molti anni più tardi, quando la società rosanero fu di proprietà dell'imprenditore friulano Maurizio Zamparini.